# Schefflera rhododendrifolia
Schefflera rhododendrifolia är en araliaväxtart som först beskrevs av William Griffiths, och fick sitt nu gällande namn av David Gamman Frodin. Schefflera rhododendrifolia ingår i släktet Schefflera och familjen araliaväxter. Inga underarter finns listade.